# Konserwant

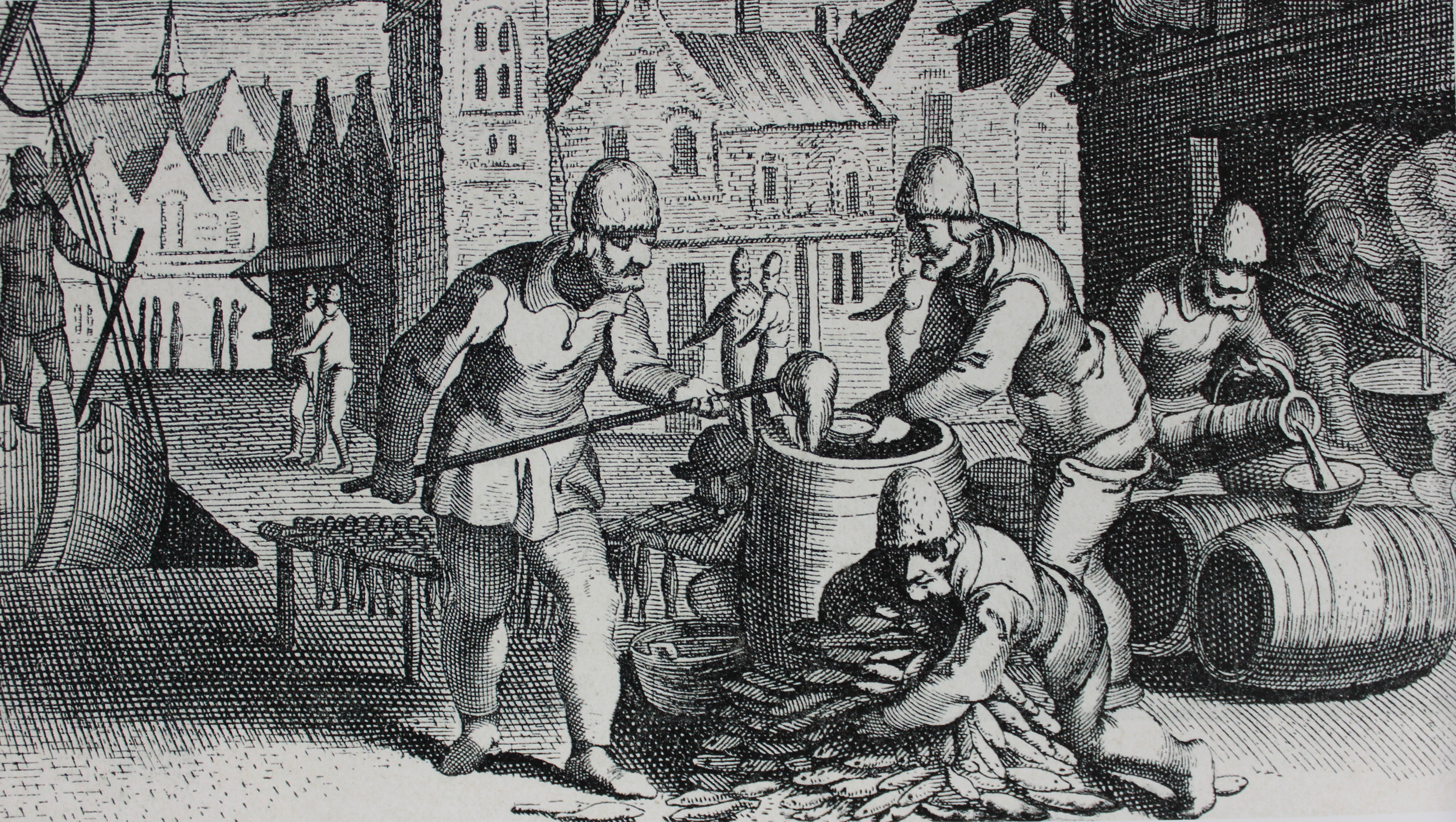
Sól kuchenna używana jako środek konserwujący
(obraz pochodzący z 1618 roku)

Środki konserwujące, chemiczne środki konserwujące, konserwanty, antyseptyki – związki chemiczne, lub mieszaniny związków dodawane do żywności, pasz, kosmetyków aby powstrzymać lub spowolnić psucie się tych produktów przez zmniejszenie szybkości lub całkowite zahamowanie mikrobiologicznych i enzymatycznych procesów powodujących psucie i obniżanie jakości produktu w konsekwencji przedłużając jego przydatność do spożycia.
Substancje te są stosowane do efektywnego utrwalania żywności, kosmetyków, leków, pasz itd. bowiem już w dawce nieprzekraczającej 1% (najczęściej 0,1–0,2%) działają silnie bakteriobójczo, grzybobójczo.

## Podział konserwantów
- konserwanty chemiczne – substancje konserwujące wytwarzane w sposób sztuczny. Ich wykaz znajdują się na „liście E” mają zakres numerów E200–E299. Można je podzielić na antyseptyki i antybiotyki[4].
- konserwanty naturalne – są to pospolite substancje wykorzystywane od wieków do konserwowania żywności m.in. sól, cukier, ocet, przyprawy, dym wędzarniczy[4].

## Sposób działania
Działanie konserwantów może polegać na:
- działaniu niszczącym na błonę komórkową lub ścianę komórkową mikroorganizmów[2]
- zakłócaniu mechanizmów genetycznych[2]
- inaktywacji ważnych dla drobnoustrojów enzymów lub ich metabolitów[2]

## Bezpieczeństwo stosowania
Biorąc pod uwagę standardowe narażenie na daną substancję, wszystkie dodatki do żywności, w tym konserwanty są oceniane pod kątem bezpieczeństwa dla zdrowia, jeśli dana substancja jest uznana za bezpieczną zostaje umieszczona w międzynarodowym systemie numerycznym INS (ang. International Numbering System for Food Additives).
W UE kontrolą i badaniem substancji konserwujących zajmuje się m.in. Europejski Urząd ds. Bezpieczeństwa Żywności, Komisja i Rada Europejska, Parlament Europejski, także międzynarodowe komisje zrzeszająca ekspertów z Organizacji ds. Żywności i Rolnictwa (FAO) i Światowej Organizacji Zdrowia (WHO). W Polsce, aktualne informacje o substancjach stosowanych w przemyśle spożywczym znajdują się w Monitorze Polskim (Dzienniku Urzędowym Rzeczypospolitej Polskiej).

### Wpływ na organizm ludzki
Substancje konserwujące mają bardzo wiele zalet, jednak ich stosowanie może wiązać się w pewnych okolicznościach z ryzykiem dla organizmu ludzkiego.
- mogą niekorzystnie oddziaływać na pewne grupy ludności m.in. niemowlęta, dzieci, osoby starsze obniżając ich odporność.
- mogą wywoływać alergie lub nietolerancje pokarmowe np. siarczyny
- mogą mieć działanie rakotwórcze np. azotany, azotyny mogą przekształcać się rakotwórcze nitrozaminy
- konserwanty pochodzące z różnych źródeł mogą się kumulować wywołując niepożądane objawy
- niektóre konserwanty wchodzą w interakcję z lekami lub dają niepożądane działanie farmakologiczne.

## Cechy dobrego konserwantu
- brak toksyczności, działania alergizującego i drażniącego
- rozpuszczalność wystarczająca do właściwej konserwacji produktu
- właściwości hydrofilowe i lipofilowe
- brak zapachu, smaku, barwy
- trwałość i aktywność biobójczą w środowisku o różnym pH i temperaturze
- w przypadku kosmetyków – brak zdolności przenikania przez skórę
- odporność na światło i tlen
- aktywność przeciwdrobnoustrojowa w niskich stężeniach
- szerokie spektrum aktywności przeciwdrobnoustrojowej
- odporność na dezaktywujące działanie innych składników